# Râul Valea Rea de Jos
- Pentru alte râuri omonime, vedeți pagina de dezambiguizare Valea Rea.

Râul Valea Rea de Jos sau Râul Abager  este curs de apă din România, afluent al Zeletin. Izvorăște din râpa Abager și curge prin centrul satului Costișa și apoi curge spre sud-vest, vărsându-se în râul Zeletin în amonte de localitatea Gohor. 
Numele cursului de apă coincide cu vechiul nume al localității Costișa care, până în 1964 era numită Valea Rea de Jos.